# Kirche Neichen

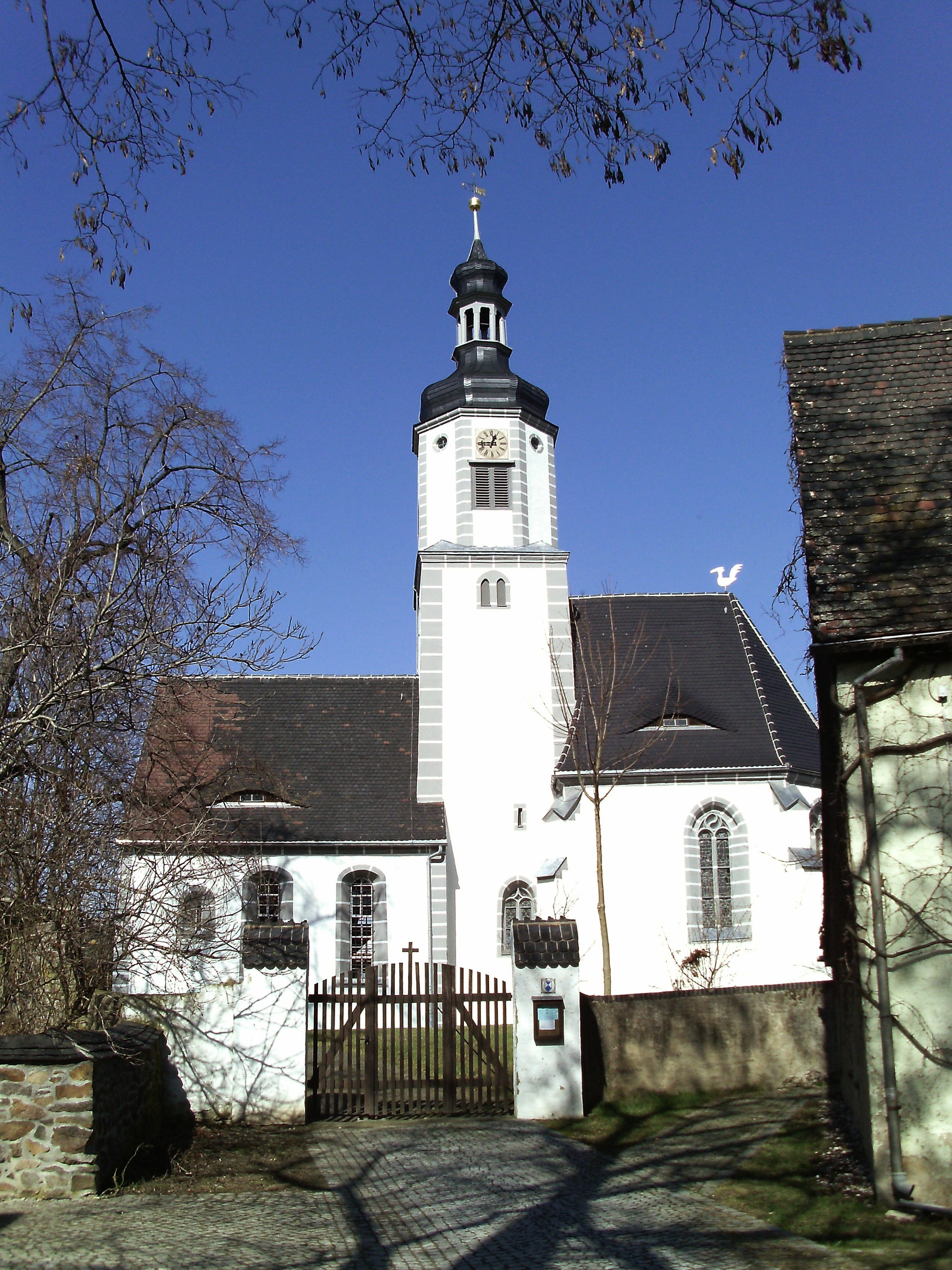
Kirche Neichen

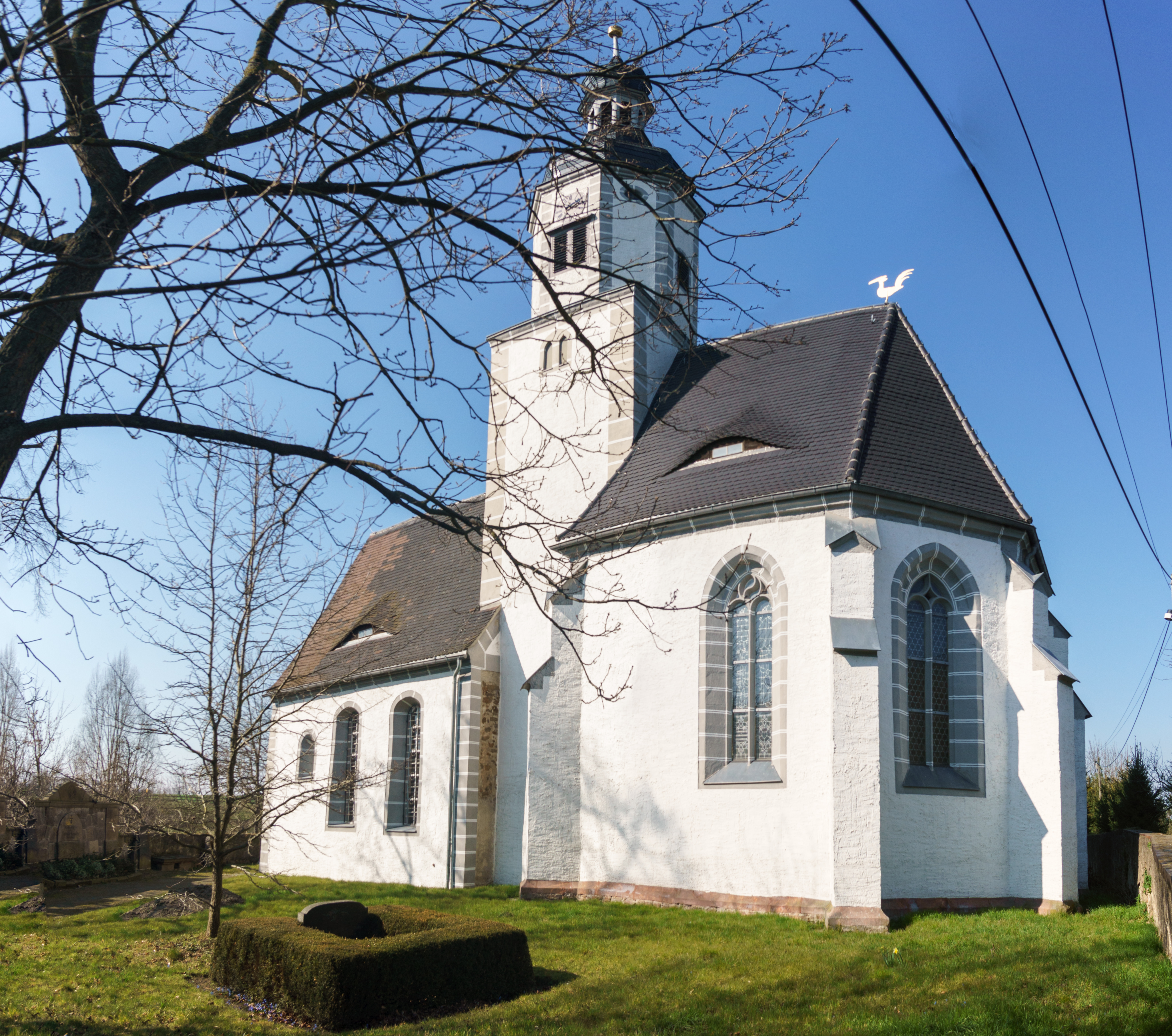
Südostansicht

Die evangelische Kirche Neichen ist eine im Kern romanische Chorturmkirche im Ortsteil Neichen von Trebsen/Mulde im Landkreis Leipzig in Sachsen. Sie gehört zur Kirchengemeinde Trebsen im Kirchenbezirk Leipziger Land der Evangelisch-Lutherischen Landeskirche Sachsens. In der Nähe verläuft der Muldetal-Radweg.

## Geschichte und Architektur
Die romanische Chorturmkirche des 13. Jahrhunderts wurde an Stelle einer kleineren Stabbohlenkirche mit Umgang aus dem frühen 12. Jahrhundert erbaut. Anstelle der romanischen Apsis wurde im Jahr 1517 ein gotischer Chor angebaut. Erneuerungen des Turms erfolgten um 1700 und um 1883; bei der letztgenannten Renovierung wurden das Portal im Westen eingebrochen und das frühere Südportal wegen Vergrößerung des Fensters vermauert. Eine Restaurierung erfolgte im Jahr 1879; im Jahr 1911 wurde der Innenraum durch die Firma Mebert neu gefasst. Eine umfassende Restaurierung erfolgte 1986–90, wobei die Kassettendecke im Turmuntergeschoss durch eine höher gelegte Holzbalkendecke ersetzt und der östliche Triumphbogen auf das Maß des westlichen reduziert wurde. Seit 1975 war die Dorfkirche dann ungenutzt und verfiel zunehmend.
Das Bauwerk ist ein verputzter Bruchsteinbau; der eingezogene Chorturm zeigt einen barocken Aufsatz, der Chor mit Dreiachtelschluss und Strebepfeilern ist breiter als der Saal. Der Saal wird durch Rundbogenfenster erhellt, die Fensterfaschen sind mit aufgemalter Quaderung versehen, am Chor sind Maßwerkfenster in Porphyr ausgeführt. Das Innere ist flachgedeckt, im Chorpolygon ist eine Felderdecke vermutlich aus dem 16. Jahrhundert eingezogen, die ornamentale Malerei stammt von 1911. Die barocke Empore mit einer Doggenbrüstung stammt aus dem Jahr 1756.

## Ausstattung
Im zweigeschossigen Altar sind die Reste zweier spätgotischer Flügelaltäre eingefügt, ohne die katholischen Heiligen zu überarbeiten oder ikonografisch umzudeuten. Das hölzerne Rankenwerk stammt aus dem Jahr 1687. In den aufeinandergesetzten Schreinen sind je drei geschnitzte Figuren zu sehen; unten die Madonna mit den Heiligen Donatus und Andreas aus der ersten Hälfte des 15. Jahrhunderts, darüber die Heiligen Margarete, Anna selbdritt und Barbara, in der Bekrönung Christus am Kreuz zwischen zwei Heiligen aus der Zeit um 1500. Auf den festgesetzten Flügeln sind die Heiligen Barbara und Katharina aus der Zeit von 1516 dargestellt, die Bilder stehen denen des Nikolaus Eisenberg nahe. Den Altar hatte man um 1980 unsachgemäß abgebaut und die einzelnen Teile an verschiedenen Orten eingelagert. Ab 1984 fanden erste Notsicherungen ab, eine Restaurierung
konnte 1999 abgeschlossen werden. Der restaurierte Kruzifixus ist jetzt im Triumphbogen angebracht. 
Eine zinnerne Taufschale ist ein Werk aus dem Jahr 1611. Zwei Sakramentsnischen sind um 1400 und 1516 entstanden. Im Chor ist ein reich verziertes Sandsteinepitaph für die Pfarrerstochter Christine Charlotte Füllkrussin († 1733) gesetzt, davor die Grabplatte.
Die technisch beachtliche Orgel ist ein Werk von Nicolaus Schrickel aus Eilenburg aus dem Jahr 1879 mit neun Registern auf zwei Manualen und Pedal, das 2011 durch Johannes Lindner aus Radebeul überholt wurde.